# Hermann Gmeiner
Hermann Gmeiner (født 23. juni 1919, død 26. april 1986) var en østrigsk filantrop og grundlægger af SOS Børnebyerne.

## Historie
Gmeiner blev født som den sjette af ni børn i en bondefamilie i Alberschwende i Vorarlberg i Tysk-Østrig. Da han var fem år døde hans mor, og hans ældste søster Elsa tog ansvaret for de små børn i familien og var den vigtigste omsorgsperson for ham. På grund af gode skolepræstationer modtog han et legat, som gjorde det muligt for ham at gå i gymnasiet i Feldkirch.
I 1940 blev han indkaldt til militæret, hvor han under 2. verdenskrig gjorde tjeneste i Finland, Ungarn og Sovjetunionen. Han blev såret flere gange, og da han kom tilbage til Østrig i 1945, tilbragte han flere måneder på lazaret, inden han begyndte at studere medicin. 

### SOS Børnebyerne
Hermann Gmeiner gjorde et stort frivilligt arbejde for forældreløse børn, og til sidst tog det så meget tid, at han i 1949 opgav at studere. Samme år begyndte han arbejdet på at realisere den første børnelandsby. Han mente, at hvis tilstrækkeligt mange gav én schilling, kunne han oprette en fond. Han grundlagde SOS Børnebyerne i 1949 med kapital på 600 schilling, som var hele hans opsparing.
For sit arbejde med børnebyerne blev Gmeiner flere gange nomineret til Nobels fredspris uden at modtage den. I 1979 modtog han Sonningprisen.
Gmeiner døde i Innsbruck 66 år gammel. Han ligger begravet i SOS Børnebyen i Imst.